# Alte Pfarrkirche St. Elisabeth (Faulbach)

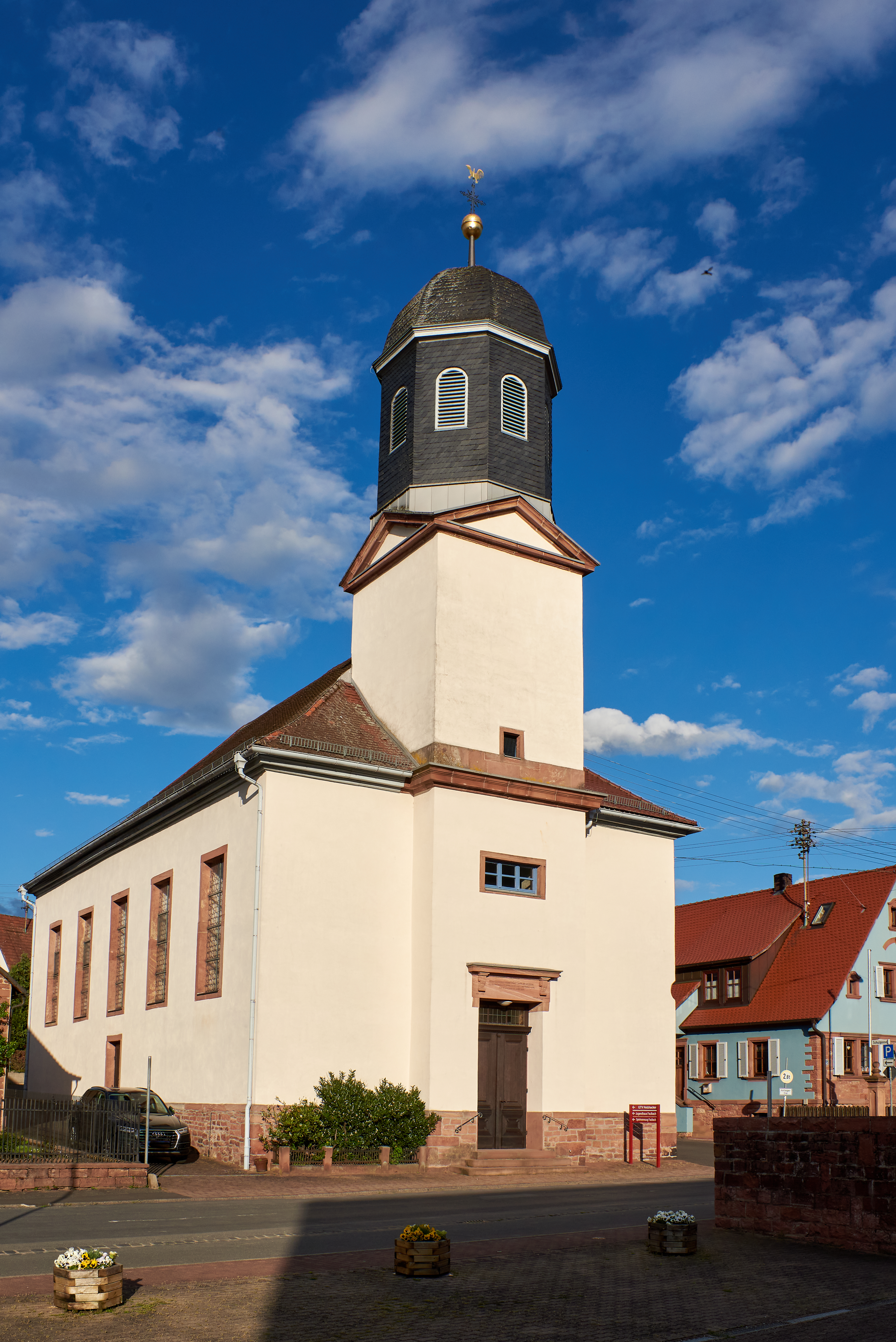
Alte Pfarrkirche St. Elisabeth (Faulbach)

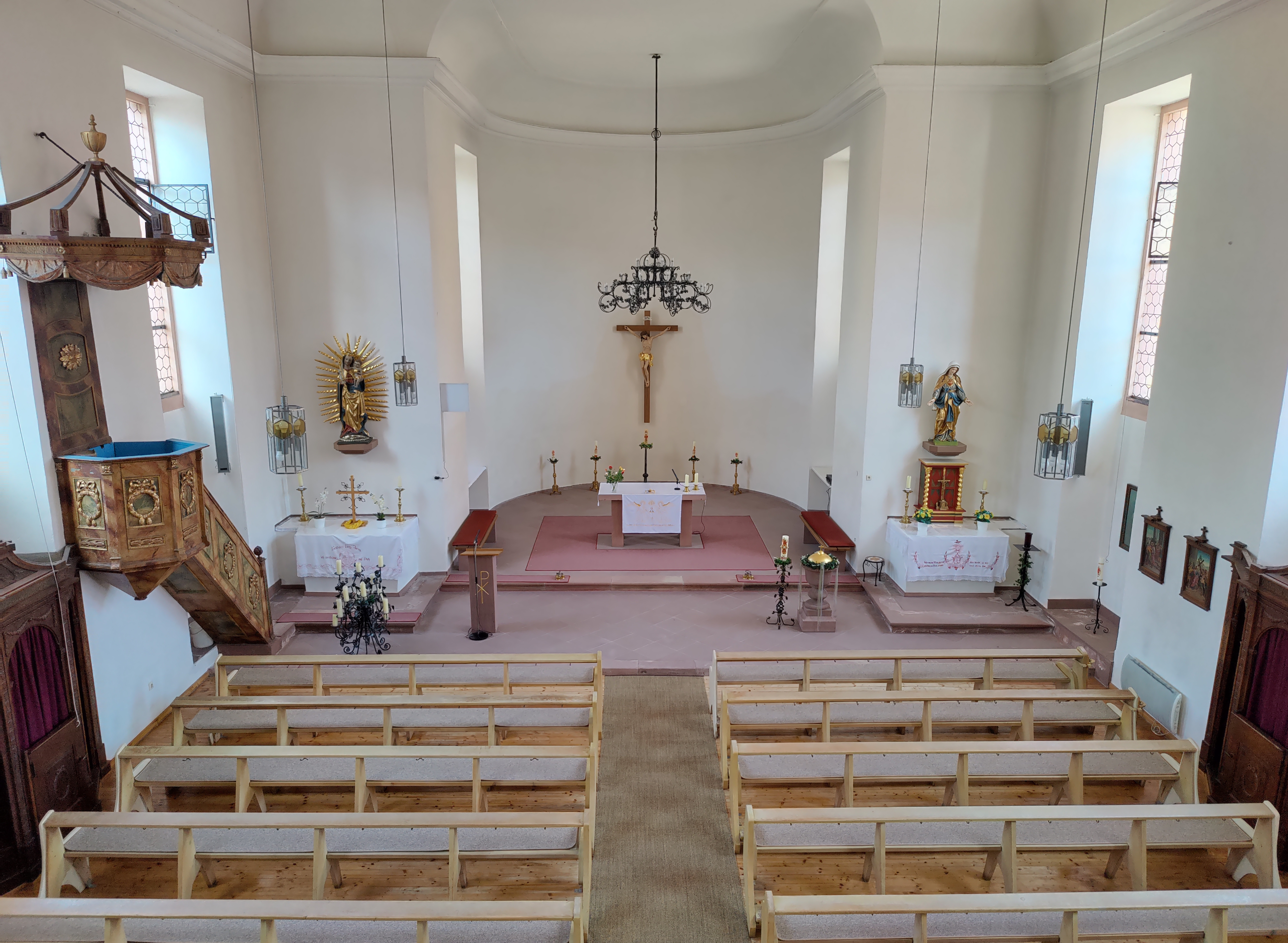
Innenraum (2022)

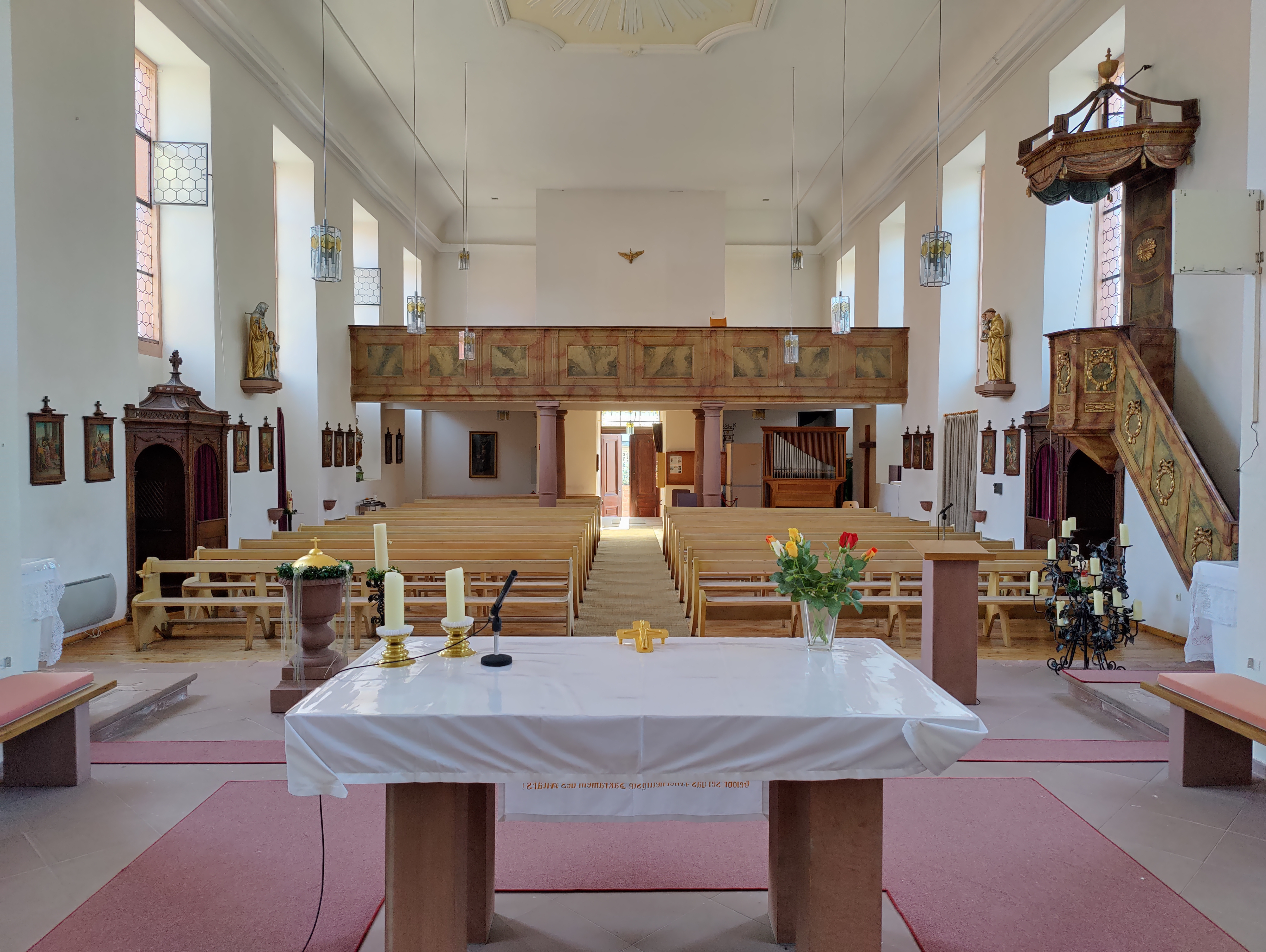
Blick nach Westen

Die römisch-katholische Alte Pfarrkirche St. Elisabeth ist ein denkmalgeschütztes Kirchengebäude, das in der Gemeinde Faulbach im Landkreis Miltenberg (Unterfranken, Bayern) steht. Das Bauwerk ist unter der Denkmalnummer D-6-76-124-2 als Baudenkmal in der Bayerischen Denkmalliste eingetragen. Die Kirche gehört zur Pfarreiengemeinschaft Faulbachtal (Faulbach) im Dekanat Miltenberg des Bistums Würzburg. Kirchenpatronin ist Elisabeth von Thüringen.

## Beschreibung
Die giebelständige klassizistische Saalkirche wurde 1809 nach einem Entwurf von Wolfgang Streiter gebaut. Sie hat einen Kirchturm auf quadratischem Grundriss im Westen, der fast vollständig in das mit einem Walmdach bedeckte Langhaus eingestellt ist. Der eingezogene, dreiseitig abgeschlossene Chor befindet sich im Osten. Das oberste Geschoss des Kirchturms, das hinter den Klangarkaden den Glockenstuhl beherbergt, ist achteckig, schieferverkleidet und mit einer Glockenhaube bedeckt. Nach der Einweihung der deutlich größeren neuen Pfarrkirche Mariä Himmelfahrt gegenüber im Jahr 1961 fanden keine Gottesdienste mehr statt. Seit der begonnenen Innenrenovierung 1995 werden hier wieder Gottesdienste gefeiert. Die Arbeiten wurden 2002 abgeschlossen, ein Jahr später wurde die Außenrenovierung beendet. 2009 wurde das 200-jährige Kirchenjubiläum gefeiert. Die Orgel, erbaut 1942 von Julius Schwarz, wurde in die neue Pfarrkirche umgesetzt. Das aktuelle, ebenerdig stehende kleine Instrument stammt von Steinmeyer aus dem Jahr 1963 und besitzt sechs Register auf einem Manual und Pedal.